# Platypalpus stabilis
Platypalpus stabilis är en tvåvingeart som först beskrevs av Collin 1961.  Platypalpus stabilis ingår i släktet Platypalpus och familjen puckeldansflugor. Arten är reproducerande i Sverige. Inga underarter finns listade i Catalogue of Life.